# 揚森維爾
揚森維爾是南非的城鎮，位於該國東南部，由東開普省負責管轄，距離格拉夫-里內特87公里，始建於1855年，面積23.83平方公里，2001年人口1,433，人口密度每平方公里60人。